# Federação das Indústrias do Estado da Bahia
Ed. José de Freitas Mascarenhas, um dos prédios que compõem a sede do Sistema FIEB, em Salvador.
A Federação das Indústrias do Estado da Bahia (FIEB) é a entidade que representa a indústria baiana, tendo como objetivos principais promover e apoiar ações que visam o crescimento, modernização e melhoria da competitividade industrial do Estado e que melhorem a qualidade de vida dos industriários e de seus dependentes.
A FIEB ao lado do Centro das Indústrias do Estado da Bahia (CIEB), do Serviço Social da Indústria (SESI), do Serviço Nacional de Aprendizagem Industrial (SENAI) e do Instituto Euvaldo Lodi (IEL) compõem o Sistema FIEB. As instituições atuam em conjunto e de forma integrada, prestando serviços nos campos de educação e qualificação profissional; saúde e lazer; informação especializada; e difusão tecnológica. O Sistema FIEB é uma das 27 Federações que fazem parte do Sistema Indústria, coordenado pela Confederação Nacional da Indústria (CNI), instituição máxima de organização do setor industrial brasileiro. Reunindo 47 sindicatos patronais filiados, que representam mais de 1.500 empresas de vários segmentos industriais, o Sistema FIEB é caracterizado como entidade privada e está sediado em Salvador, na Bahia, no bairro do Stiep, próximo a um dos principais centros empresariais da cidade, a Avenida Tancredo Neves.
O atual presidente é Carlos Henrique Passos, que tomou posse em novembro de 2023 e permanece no cargo até 2026. Ele substitui Ricardo Alban, atual presidente da Confederação Nacional da Indústria (CNI). Engenheiro de formação, Passos era vice-presidente da FIEB desde 2014 e membro do Conselho Regional do SESI Bahia. O empresário é conselheiro do Sindicato da Indústria da Construção do Estado da Bahia (Sinduscon-BA).

## História

### Da fundação aos anos 1970
O ano de 1948 marca a criação da Federação das Indústrias do Estado da Bahia (FIEB) e do Serviço Social da Indústria (SESI), surgidos em uma época em que a atividade industrial do estado se resumia, praticamente, às áreas de fiação e tecelagem, fumo e fábricas de alimentos. O SENAI – Serviço Nacional de Aprendizagem Industrial, que, na Bahia, nasceu em 1945, foi incorporado à Federação, fundada por representantes de sindicatos patronais, para juntos defenderem interesses da classe, de forma mais coesa. Posteriormente, com o surgimento do Centro Industrial de Aratu e o início de implantação do Pólo Petroquímico de Camaçari, a FIEB teve que se adequar às novas exigências da industrialização.

#### Grandes marcos
- - Aquisição da primeira sede própria, em 1958, que ocupava quatro andares do edifício Nelson de Faria, na Cidade Baixa, com espaços para administração da FIEB, SESI, Gabinete da Presidência e auditório para 120 pessoas;
  - Criação do Instituto Euvaldo Lodi (IEL);
  - Cruzada pelo interior da Bahia para criar Comitês de Fomento à Industrialização, iniciativa do então presidente Ulisses Barbosa Filho. Esforço este que move a Federação até os dias atuais com marcos como o lançamento do Programa de Interiorização da Indústria, em 2011;
  - Criação do Centro de Assistência à Média e Pequena Empresa (CAMPI);
  - Finalização, em 1977, das instalações do SESI em Itapagipe, Salvador, que incluíam ginásio coberto, piscinas semi-olímpicas, campo de futebol, quadras polivalentes, entre outras facilidades.
  - Participação destacada no I Encontro dos Empresários do Nordeste (EMNOR), em 1978, que obteve grande repercussão nacional, tendo como objetivo defender a economia da região.

### Dos anos 1980 à atualidade
A consolidação do Polo Petroquímico de Camaçari e a inauguração da Caraíba Metais deram maior dinamismo à economia baiana, nos anos 1980. Na primeira década do século XXI, a Ford se implantou na Bahia.  A FIEB esteve presente nestes e nos demais momentos importantes do processo de industrialização do Estado. A partir de 2003, iniciou o processo de integração de sua estrutura, ainda hoje em curso. A Federação é hoje reconhecida como uma entidade que presta importante apoio ao desenvolvimento industrial da Bahia, incentivando a inovação e formando mão de obra qualificada. Veja algumas de suas realizações:

#### Anos 1980
- - Inauguração, em 1985, do Palacete das Mercês, próximo ao centro financeiro de Salvador à época;
  - Empenho no processo de incremento às exportações, com participação em missões ao Chile, México, Polônia, Hungria, para promover maior intercâmbio entre os países e o Nordeste brasileiro;
  - Assinatura de convênio entre o IEL e o Centro Industrial de Aratu (CIA), para desenvolvimento de programas de estágio;
  - Lançamento da revista Bahia Indústria, que hoje circula.[5]
  - Organizou debates com Josaphat Marinho e Waldir Pires, candidatos ao governo da Bahia, para discutir planos de ação, problemas e propostas.
  - Liderou conversas sobre a crise energética na Bahia e no Nordeste, em 1987, assinando convênio com a Companhia de Eletricidade do Estado da Bahia para beneficiar as indústrias

#### Anos 1990
- - Envolvimento no processo de Revitalização do Sistema Ferroviário da Bahia e do Sistema Moderno de Transporte de Massa;
  - Inauguração do SENAI-CETIND, Centro de Tecnologia Industrial Pedro Ribeiro Mariani, em Lauro de Freitas;
  - Reativação do Centro das Indústrias do Estado da Bahia (CIEB);
  - Mudança para a nova sede, adquirida em 1991, posteriormente ampliada e denominada de Conjunto Albano Franco, no bairro do Stiep, em Salvador.
  - Desenvolveu ações voltadas para a modernização dos portos, tornando-os mais competitivos.

#### Século XXI

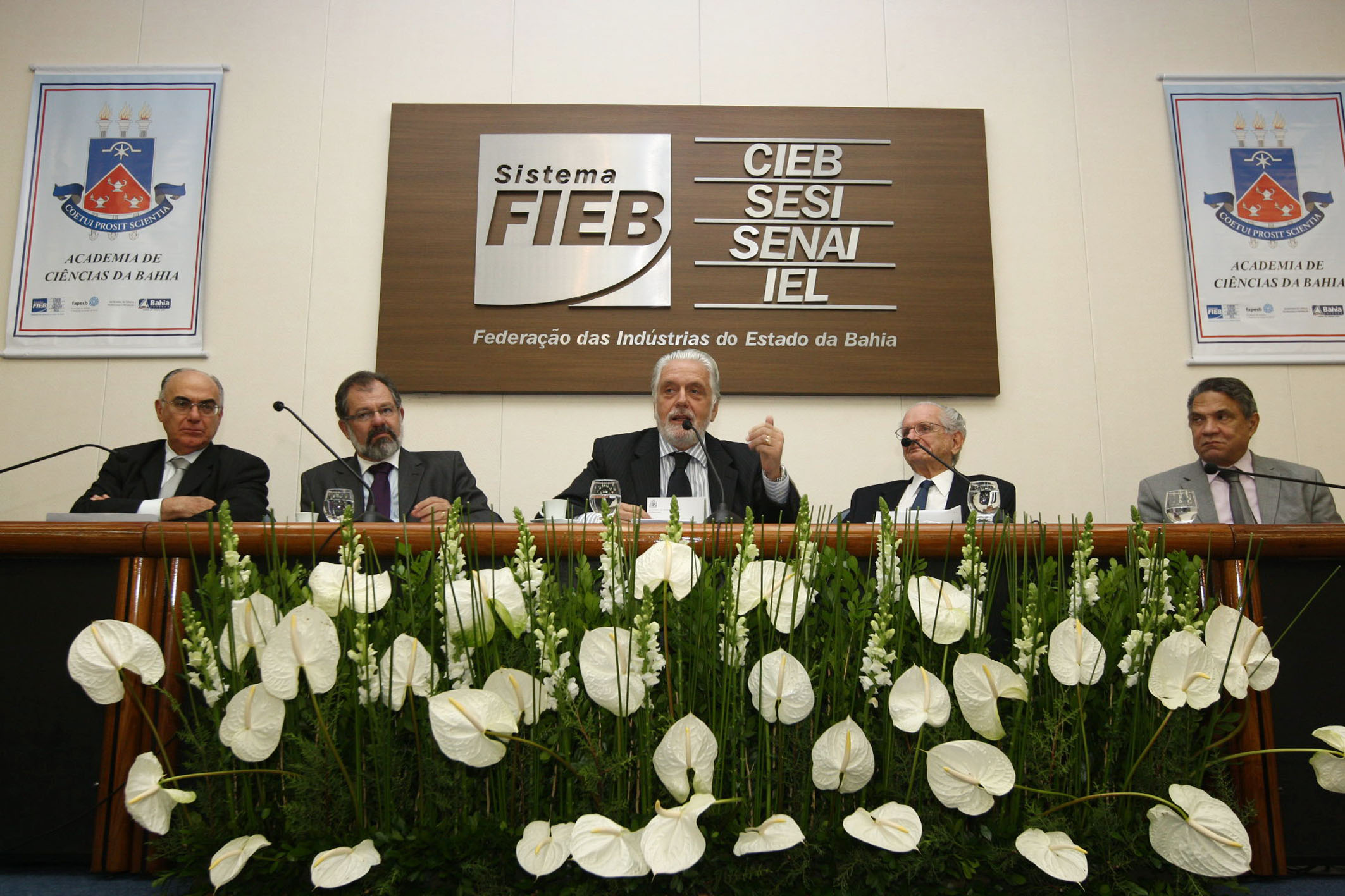
Auditório da FIEB, quando da cerimônia de instalação da Academia de Ciências da Bahia com a presença do então governador da Bahia Jacques Wagner.

- - Inauguração do Campus Integrado de Manufatura e Tecnologia (SENAI CIMATEC), na Av. Orlando Gomes, em Salvador;
  - Incorporação de novos sindicatos da indústria;
  - Criação de Conselhos Temáticos em áreas estratégicas, a exemplo de Inovação e Tecnologia; Responsabilidade Social Empresarial; Micro e Pequena Empresa; e do Comitê de Petróleo e Gás;
  - Inaugurada unidade do SESI Lucaia, para atendimento nas áreas de Saúde e Segurança no Trabalho;
  - Campanha pelo fim da CPMF, revogada pelo Congresso Nacional em dezembro de 2007. A FIEB lançou manifesto contra prorrogação da contribuição, com milhares de assinaturas, enviadas ao Congresso;
  - Inauguração do SENAI CIMATEC 2, com a presença do então presidente da república, Luiz Inácio Lula da Silva;
  - Lançamento do Programa de Interiorização da Indústria, que irá contemplar, inicialmente, as regiões Oeste (Barreiras e Luís Eduardo), Sul (Ilhéus e Itabuna) e Feira de Santana.

### Presidentes
Ricardo Alban foi eleito para o quadriênio 2014-2018 após a morte de Carlos Gilberto Farias, ocorrido em novembro de 2014, na qual Alban foi eleito por ser o primeiro vice-presidente e, na época, presidia o Sindicato da Indústria do Trigo na Bahia (Sinditrigo).
Carlos Henrique Passos tomou posse como presidente em novembro de 2023 e permanece no cargo até 2026, em sucessão a Alban, que se tornou presidente da CNI. Engenheiro de formação, Passos era vice-presidente da FIEB desde 2014 e membro do Conselho Regional do SESI Bahia. O empresário é conselheiro do Sindicato da Indústria da Construção do Estado da Bahia (Sinduscon-BA).
| Presidente                             | Mandato                       |
| -------------------------------------- | ----------------------------- |
| 1. Augusto Viana Ribeiro dos Santos    | Abril/1948 – Setembro/1956    |
| 2. Pedro Ribeiro Mariani Bittencourt   | Setembro/1956 – Agosto/1964   |
| 3. Jayme Villas Boas Filho             | Setembro/1964 – Setembro/1966 |
| 4. Ulisses Barbosa Filho               | Setembro/1966 – Outubro/1971  |
| 5. Nelson Taboada de Souza             | Outubro/1971 – Setembro/1977  |
| 6. Fernando Costa d´Almeida            | Setembro/1977 – Agosto/1983   |
| 7. Orlando Moscozo Barretto de Araújo  | Agosto/1983 – Setembro/1992   |
| 8. José de Freitas Mascarenhas         | Setembro/1992 - Abril/2002    |
| 9. Jorge Lins Freire                   | Abril/2002 – Setembro/2008    |
| 10. Victor Fernando Ollero Ventin      | Setembro/2008 – Abril/2010    |
| 11. José de Freitas Mascarenhas        | Abril/2010 – Abril/2014       |
| 12. Carlos Gilberto Cavalcante Farias  | Abril/2014 – Novembro/2014    |
| 13. Antônio Ricardo Alvarez Alban      | Novembro/2014 – Outubro/2023  |
| 14. Carlos Henrique de Oliveira Passos | Novembro/2023 - Atual         |

## Atuação
O Sistema FIEB é composto por cinco instituições, que atuam de forma integrada, embora cada uma atue em diferentes frentes de interesse, a exemplo de representação institucional, educação, tecnologia, saúde e qualidade de vida.

### Instituições
Federação das Indústrias do Estado da Bahia (FIEB)É o órgão de representação institucional do Sistema FIEB e que congrega todos os demais. Tem por missão articular a indústria com outros segmentos da sociedade, participar ativamente da política industrial no estado e assegurar ações que valorizem o homem. É responsável por garantir e incentivar a atuação integrada de todas as instituições do Sistema e é um órgão que visa unificar o pensamento estratégico de entidades sindicais da indústria baiana, identificando oportunidades de melhoria que beneficiem à todos.
Centro das Indústrias do Estado da Bahia (CIEB)O CIEB é a entidade que congrega as empresas industriais do Estado com a missão de atuar no apoio e fortalecimento das micro, pequenas e médias empresas, promover a interiorização dos serviços prestados pelo Sistema FIEB e desenvolver programas voltados para a melhoria dos padrões de gestão das empresas. A entidade desenvolve ações como promoção de seminários, encontros empresariais, workshops, sondagens empresariais e atende a demandas de empresários, envolvendo desde estudos econômicos a demandas jurídicas, fiscais, tributárias e de gestão administrativa.
Serviço Nacional da Indústria (SESI-Bahia)O SESI-Bahia tem como missão promover a qualidade de vida do trabalhador e de seus dependentes, com foco em educação, saúde e lazer, e estimular a gestão socialmente responsável da empresa industrial. Desenvolve projetos de ensino fundamental, médio, pré-escolar, oficinas artesanais e escola para crianças portadoras de necessidades especiais.
Serviço Nacional de Aprendizagem Industrial (SENAI-Bahia)O SENAI-Bahia tem como foco a melhoria contínua do padrão de qualidade e produtividade da indústria, oferecendo qualificação profissional e prestação de serviços especializados nas áreas de educação, técnica e tecnológica, pesquisa aplicada e consultoria. As principais unidades do SENAI-Bahia são: Dendezeiros e Cimatec, localizados em Salvador e o Cetind, sediado em Lauro de Freitas. Além destas, o SENAI-BA mantém dois Centros de Formação Profissional no interior do estado (Ilhéus e Feira de Santana). Possui agências de apoio nos municípios de Camaçari, Eunápolis, Teixeira de Freitas, Jequié, Itapetinga, Barreiras e Posto da Mata. Para complementar a cobertura dos serviços em todo o Estado da Bahia, O SENAI possui Unidades Móveis (nas áreas de Manutenção Industrial, Informática e Alimentos).
Instituto Euvaldo Lodi (IEL-Bahia)O IEL-Bahia promove a interação entre o sistema educacional baiano e empresas do estado, estimulando a inovação tecnológica através da oferta de um amplo conjunto de serviços e ações, em parceria com organizações de conhecimento. São serviços promovidos pela instituição: capacitação empresarial, interação entre empresas e universidades, além do apoio à inovação tecnológica e ao empreendedorismo.

### Conselhos e Comitês Temáticos
A fim de suscitar a discussão sobre temas relevantes à indústria foram criados os Conselhos Temáticos, que são considerados como órgãos consultivos integrantes da estrutura do Sistema FIEB. Os Conselhos são formados por dos empresários e executivos de vários setores industriais e têm por objetivo formular diretrizes e estratégias que sirvam de base ao processo decisório e ao posicionamento político, econômico e social do Sistema FIEB.
Hoje existem nove Conselhos Temáticos e dois Comitês. São eles: Comércio Exterior; Assuntos Fiscais e Tributários; Inovação e Tecnologia; Infraestrutura; Responsabilidade Social Empresarial; Meio Ambiente; Economia e Desenvolvimento Industrial, Micro e Pequena Empresa e Relações Trabalhistas; e os Comitês de Portos e de Petróleo e Gás. Os temas eleitos como prioritários pelos Conselhos e Comitês acompanham a evolução da indústria e os assuntos que merecem destaque e necessitam de discussão e alinhamento.

## Sindicatos filiados
Sindicato da Indústria do Açúcar e do Álcool do Estado da Bahia; Sindicato da Indústria de Fiação e Tecelagem do Estado da Bahia; Sindicato da Indústria do Curtimento de Couros e Peles da Bahia; Sindicato da Indústria do Tabaco no Estado da Bahia; Sindicato da Indústria do Vestuário de Salvador; Sindicato das Indústrias Gráficas do Estado da Bahia; Sindicato da Indústria da Extração de Óleos Vegetais e Produtos de Cacau e Balas da Bahia; Sindicato da Indústria da Cerveja e Bebidas em Geral do Estado da Bahia; Sindicato das Indústrias do Papel, Celulose, Papelão, Pasta de Madeira de Papel e Artefatos de Papel e Papelão do Estado da Bahia; Sindicato da Indústria de Trigo, Milho e Massas Alimentícias da Bahia; Sindicato da Indústria Panificação de Salvador; Sindicato da Indústria da Construção do Estado da Bahia; Sindicato da Indústria de Calçados da Bahia; Sindicato das Indústrias Metalúrgicas, Mecânicas e Elétricas da Bahia; Sindicato das Indústrias de Cerâmica da Bahia; Sindicato das Indústrias de Sabões, Detergentes e Velas da Bahia; Sindicato das Indústrias de Serrarias e Carpintarias de Salvador; Sindicato da Indústria de Fibras Vegetais e Algodão da Bahia; Sindicato das Indústrias de Produtos Químicos e Petroquímicos da Bahia; Sindicato da Indústria de Mineração de Pedra Britada do Estado da Bahia; Sindicato da Indústria de Material Plástico da Bahia; Sindicato da Indústria de Produtos de Cimento do Estado da Bahia; Sindicato das Indústrias de Produtos Químicos Farmacêuticos; Sindicato da Indústria de Mármores, Granitos e Similares; Sindicato da Indústria de Congelados, Sorvetes e Sucos das Bahia; Sindicato da Indústria de Carnes e Derivados da Bahia; Sindicato da Indústria de Vestuário de Feira de Santana; Sindicato da Indústria do Mobiliário da Bahia; Sindicato da Indústria de Refrigeração e Tratamento de Ar; Sindicato das Indústrias de Construção Civil de Itabuna e Ilhéus; Sindicato das Indústrias de Café do Estado da Bahia; Sindicato das Indústrias de Eletrônicos, Computadores e Informática de Ilhéus; Sindicato das Indústrias de Sistemas de Telecomunicações; Sindicato das Indústrias Metalúrgicas, Mecânicas e Elétricas de Feira de Santana; Sindicato da Indústria de Reparação de Veículos da Bahia; Sindicato da Indústria de Mineração, Calcário, Cal e Gesso da Bahia; Sindicato da Indústria de Laticínios e Produtos Derivados do Estado da Bahia; Sindicato Nacional da Indústria de Componentes para Veículos Automotores; Sindicato da Indústria de Cosméticos e de Perfumaria; Sindicato da Indústria de Artefatos de Plástico, Borracha e Têxteis de Feira de Santana.